# Saraya (album)
Saraya è il primo album in studio del gruppo musicale statunitense Saraya, pubblicato nel 1989 dalla Polydor Records.

## Tracce
1. Love Has Taken Its Toll – 5:21 (Rey, Saraya)
2. Healing Touch – 4:43 (Lizner, Munier, Saraya)
3. Get U Ready – 3:11 (Lizner, Munier, Saraya)
4. Gypsy Child – 4:39 (Lizner, Munier, Saraya)
5. One Night Away – 4:39 (Munier, Rey, Saraya)
6. Alsace Lorraine – 0:50 (Munier)
7. Runnin' Out of Time – 4:14 (Lizner, Munier, Saraya)
8. Back to the Bullet – 3:58 (Lizner, Munier, Saraya)
9. Fire to Burn – 4:38 (Azizaj, Lizner, Munier, Saraya)
10. St. Christopher Medal – 4:21 (Lizner, Munier, Saraya)
11. Drop the Bomb – 5:54 (Lizner, Munier, Saraya)

## Formazione
- Sandi Saraya – voce
- Tony Rey Bruno – chitarra, cori
- Gary Taylor – basso, cori
- Gregg Munier – tastiere, cori
- Chuck Bonfante – batteria